# Ilya Lukashevich
Ilya Lukashevich (tiếng Belarus: Ілья Лукашэвіч; tiếng Nga: Илья Лукашевич; sinh 1 tháng 8 năm 1998) là một cầu thủ bóng đá Belarus. Tính đến năm 2017, anh thi đấu cho Minsk.

## Sự nghiệp câu lạc bộ
Sinh ra ở thủ đô Minsk, anh là một học viên của học viện FC Minsk nơi anh từng chơi từ năm 2012. Kinh nghiệm đầu tiên của anh ấy khi là tiền bối là vào năm 2015 khi anh ấy được đưa vào đội hình dự bị của FC Minsk. Sau đó, anh ấy đã ra mắt đội bóng chính Minsk tại Giải Ngoại hạng Belarut 2017 với 2 lần ra sân, nhưng mùa giải tiếp theo anh ra sân đều đặn hơn, kết thúc năm với 22 lần ra sân. Tại Torpedo, vị thế của anh là một cầu thủ trẻ đầy triển vọng đã khiến các huấn luyện viên chọn anh chơi như một lựa chọn an toàn, ưu tiên những cầu thủ giàu kinh nghiệm hơn, và Lukashevich quyết định rời đi ngay khi cửa sổ chuyển nhượng mùa hè mở ra. Sự vắng mặt của anh ấy trong suốt mùa xuân đã hạn chế các lựa chọn của anh ấy, và sự lựa chọn của anh ấy đã kết thúc ở nước ngoài, chấp nhận một hợp đồng với FK Proleter Novi Sad Anh ấy đã ra mắt trong SuperLiga 2019 2018 vào ngày 14 tháng 9, trong một trận đấu trên sân nhà trước đối thủ danh hiệu thông thường FK Partizan trong trận đấu kết thúc với thất bại 0 trận3 và cũng là lần duy nhất anh ấy xuất hiện trong nửa đầu mùa giải. Cố tình là một giải đấu khó khăn cho người nước ngoài vì giới hạn nghiêm ngặt của nó trong khi tràn ngập các cầu thủ từ các quốc gia trong khu vực được coi là người nước ngoài và thường chiếm các vị trí hạn chế, Liên đoàn bóng đá Belarus đã theo dõi công việc của Lukashevich, và mặc dù không có cơ hội tại hai câu lạc bộ mới nhất của anh ấy, đã được đánh giá cao chất lượng của anh ấy và đưa anh ấy vào các cuộc gọi cho đội trẻ quốc gia của họ.